# سمر سلام (1992)
سمر سلام 1992 (بالإنجليزية: SummerSlam (1992))‏ هو عرض مصارعة محترفة من فئة الدفع مقابل المشاهدة وهو العرض الخامس من سلسلة عروض سمر سلام. عُرض في 29 أغسطس 1992.